# Tubuliferola flavifrontella
Tubuliferola flavifrontella är en fjärilsart som beskrevs av Jacob Hübner 1801. Tubuliferola flavifrontella ingår i släktet Tubuliferola och familjen plattmalar. Inga underarter finns listade i Catalogue of Life.